# واراندایت، ویکتوریا
واراندایت (به انگلیسی: Warrandyte) یک حومه شهر در استرالیا است که در ویکتوریا (استرالیا) واقع شده‌است.